# Patrizia Scodavolpe
Patrizia Scodavolpe (Napoli, 30 marzo 1952) è un'ex cestista italiana.

## Carriera
Con l'Italia ha disputato i Campionati europei del 1970.